# Stefan Lainer
Stefan Lainer, né le 27 août 1992 à Seekirchen am Wallersee en Autriche, est un footballeur international autrichien, qui évolue au poste d'arrière droit au RB Salzbourg. Son père Leopold est un ancien footballeur professionnel.

## Biographie

### Carrière internationale
Stefan Lainer est convoqué pour la première fois en équipe d'Autriche par le sélectionneur national Marcel Koller, pour un match amical contre la Finlande le 28 mars 2017. Lors de ce match, il entre à la 46e minute de la rencontre, à la place de Markus Suttner. La rencontre se solde par un match nul (1-1). Il joue ensuite deux matchs rentrant dans le cadre des éliminatoires du mondial 2018. 
Convoqué pour disputer l'Euro 2020, il s'illustre en ouvrant le score face à la Macédoine du Nord sur une passe décisive de Marcel Sabitzer. Les autrichiens s'imposeront 3-1 lors de ce premier match du tournoi. 

## Palmarès
- Avec le Red Bull Salzbourg
  - Champion d'Autriche en 2016, 2017 et 2018
  - Vainqueur de la Coupe d'Autriche en 2016, 2017 et 2019

## Statistiques
| Saison                | Club                     | Championnat           | Championnat | Championnat | Coupe(s) nationale(s) | Coupe(s) nationale(s) | Compétition(s) continentale(s) | Compétition(s) continentale(s) | Compétition(s) continentale(s) | Séries | Séries | Autriche | Autriche | Total | Total |
| Saison                | Club                     | Division              | M.          | B.          | M.                    | B.                    | Comp.                          | M.                             | B.                             | M.     | B.     | M.       | B.       | M.    | B.    |
| 2011-2012             | SV Grödig                | Erste Liga            | 23          | 3           | 3                     | 0                     | -                              | -                              | -                              | -      | -      | -        | -        | 26    | 3     |
| Sous-total            | Sous-total               | Sous-total            | 23          | 3           | 3                     | 0                     | -                              | -                              | -                              | -      | -      | -        | -        | 26    | 3     |
| 2012-2013             | FC Liefering             | Regionalliga          | 28          | 2           | -                     | -                     | -                              | -                              | -                              | 2      | 0      | -        | -        | 30    | 2     |
| 2013-2014             | FC Liefering             | Erste Liga            | 34          | 1           | -                     | -                     | -                              | -                              | -                              | -      | -      | -        | -        | 34    | 1     |
| Sous-total            | Sous-total               | Sous-total            | 62          | 3           | -                     | -                     | -                              | -                              | -                              | 2      | 0      | -        | -        | 64    | 3     |
| 2014-2015             | SV Ried                  | Bundesliga            | 34          | 1           | 2                     | 0                     | -                              | -                              | -                              | -      | -      | -        | -        | 36    | 1     |
| Sous-total            | Sous-total               | Sous-total            | 34          | 1           | 2                     | 0                     | -                              | -                              | -                              | -      | -      | -        | -        | 36    | 1     |
| 2015-2016             | Red Bull Salzbourg       | Bundesliga            | 21          | 1           | 4                     | 1                     | C1+C3                          | 2+1                            | 0                              | -      | -      | -        | -        | 28    | 2     |
| 2016-2017             | Red Bull Salzbourg       | Bundesliga            | 31          | 6           | 5                     | 2                     | C1+C3                          | 4+5                            | 0                              | -      | -      | 2        | 0        | 47    | 8     |
| 2017-2018             | Red Bull Salzbourg       | Bundesliga            | 33          | 1           | 4                     | 0                     | C1+C3                          | 2+16                           | 0+1                            | -      | -      | 5        | 0        | 60    | 2     |
| 2018-2019             | Red Bull Salzbourg       | Bundesliga            | 25          | 1           | 4                     | 0                     | C1+C3                          | 4+10                           | 0+0                            | -      | -      | 8        | 0        | 51    | 1     |
| Sous-total            | Sous-total               | Sous-total            | 110         | 9           | 17                    | 3                     | -                              | 44                             | 1                              | -      | -      | 15       | 0        | 186   | 13    |
| 2019-2020             | Borussia Mönchengladbach | Bundesliga            | 31          | 1           | 2                     | 0                     | C3                             | 6                              | 0                              | -      | -      | 5        | 0        | 44    | 1     |
| 2020-2021             | Borussia Mönchengladbach | Bundesliga            | 32          | 2           | 4                     | 0                     | C1                             | 9                              | 0                              | -      | -      | 13       | 0        | 58    | 2     |
| 2021-2022             | Borussia Mönchengladbach | Bundesliga            | 22          | 1           | 1                     | 0                     | -                              | -                              | -                              | -      | -      | 4        | 0        | 27    | 1     |
| 2022-2023             | Borussia Mönchengladbach | Bundesliga            | 17          | 0           | 1                     | 0                     | -                              | -                              | -                              | -      | -      | 1        | 0        | 19    | 0     |
| 2023-2024             | Borussia Mönchengladbach | Bundesliga            | 8           | 0           | 1                     | 0                     | -                              | -                              | -                              | -      | -      | 1        | 0        | 10    | 0     |
| Sous-total            | Sous-total               | Sous-total            | 111         | 4           | 9                     | 0                     | -                              | 14                             | 0                              | -      | -      | 24       | 0        | 158   | 4     |
| Total sur la carrière | Total sur la carrière    | Total sur la carrière | 340         | 18          | 31                    | 3                     | -                              | 58                             | 1                              | 2      | 0      | 39       | 0        | 470   | 22    |